# Uniwersytet Pavla Jozefa Šafárika w Koszycach
Uniwersytet Pavla Jozefa Šafárika w Koszycach (słow. Univerzita Pavla Jozefa Šafárika) – słowacka uczelnia publiczna w Koszycach.

## Historia
Uniwersytet został założony w 1959 roku. Jego historia wywodzi się do założonej w 1657 roku Universitas Cassoviensis w Koszycach.
Patron uczelni, Pavol Jozef Šafárik, był słowackim filologiem, poetą i historykiem.

## Podstawowe statystyki
Całkowita liczba studentów zapisanych na programy studiów pierwszego, drugiego, połączonego pierwszego i drugiego stopnia i trzeciego stopnia w trybie dziennym i eksternistycznym na UPJŠ w roku 2015 (na 31.10.) to 7480 studentów, z czego w trybie dziennym 6777, a w trybie eksternistycznym 703.

## Wydziały

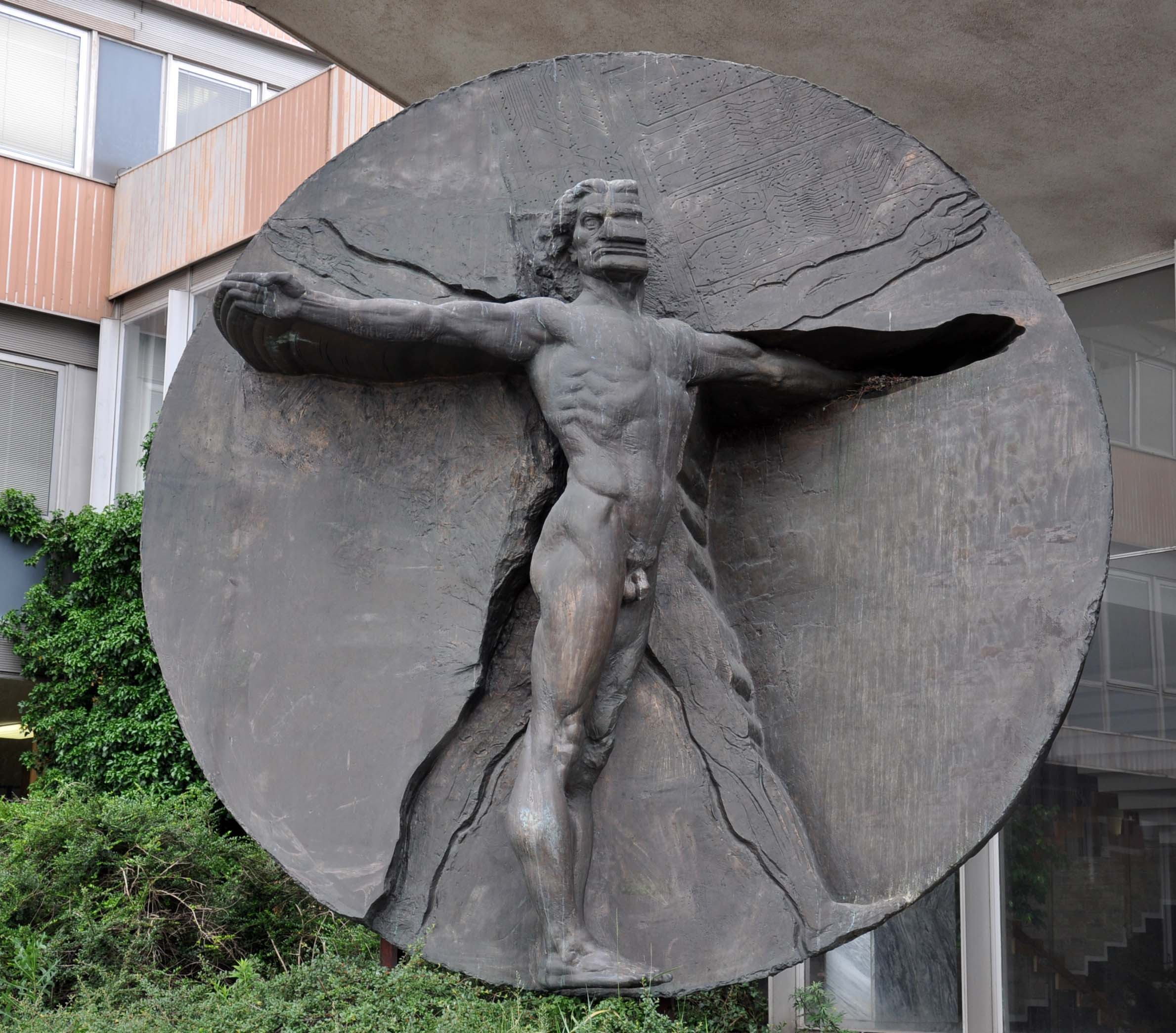
Rzeźba stojąca przy wejściu na uczelnię

W ramach uniwersytetu działają następujące wydziały:
- Medyczny – (słow.) Lekarska Fakulta[6],
- Nauk Przyrodniczych – (słow.) Prírodovedecká fakulta[7],
- Prawa – (słow.) Pravnicka fakulta[8],
- Administracji Publicznej – (słow.) Fakulta verejnej spravy[9],
- Filozoficzny – (słow.) Filozoficka Fakulta[10].

## Publikacje
Uniwersytet wydaje pismo „Universitas Šafarikiana”.

## Współpraca międzynarodowa i międzyuczelniana
UPJŠ współpracuje z wieloma uniwersytetami za granicą i uczestniczy w projektach badawczych w obszarze medycyny, technologii i transferu wiedzy na praktykę. Ze wszystkich projektów wspomnimy MEDIPARK (fundusze 9 milionów euro), UVP TECHNICON (4,48 miliona) i PROMATECH.

## Doktorzy honoris causa
Uniwersytet odznaczył również doktorów honoris causa:
- Gianni Buquicchio[13]